# 島山安昌浩 (潜水艦)
島山安昌浩（トサンアンチャンホ、Dosan Ahn Chang）は、大韓民国海軍の島山安昌浩級潜水艦の1番艦である。

## 概要
艦名は安昌浩の名前からきている。
2021年8月13日、大宇造船海洋にて就役式が行われ、韓国初の潜水艦発射弾道ミサイル搭載（可能）艦となった。1年間の評価期間を経て正式配備される見込み。